# Michał Gnoiński
Michał Roch Gnoiński (ur. 11 września 1886 w Krzyżanowicach, zm. 11 listopada 1965 w Warszawie) – polski inżynier górnik, pułkownik artylerii Wojska Polskiego, kawaler Orderu Virtuti Militari, senator II Rzeczypospolitej.

## Życiorys
Michał Roch Gnoiński urodził się 11 września 1886 roku w Krzyżanowicach, w rodzinie Józefa i Józefy z Popielarskich . Uczył się w szkole realnej w Sosnowcu i szkole handlowej w Będzinie. W 1912 roku zdał eksternistycznie maturę we Lwowie, po czym studiował na Wydziale Górniczym Politechniki Lwowskiej (gdzie uzyskał absolutorium).
Przed wyjazdem do Lwowa w 1912 roku pracował jako sekretarz zawiadowcy stacji kolejowej w Grodźcu. W tym czasie zajmował się również przeprowadzaniem przez granicę uciekinierów z Królestwa Polskiego. W czasie studiów we Lwowie należał do Związku Strzeleckiego. W czasie I wojny światowej w latach 1914–1917 służył jako podoficer i oficer zwiadowczy w 1 pułku artylerii Legionów Polskich. Odbył kampanię w Karpatach i na Wołyniu w szeregach II Brygady Legionów Polskich. Po kryzysie przysięgowym został internowany w Szczypiornie, gdzie przebywał od lipca do października 1917 roku.
Należał do POW w Dąbrowie Górniczej. Od listopada 1918 roku służył w Wojsku Polskim m.in. na stanowiskach: kierownika Wydziału w Departamencie III Ministerstwa Spraw Wojskowych w Warszawie. 3 maja 1922 roku został zweryfikowany w stopniu majora ze starszeństwem z dniem 1 czerwca 1919 roku i 1. lokatą w korpusie oficerów uzbrojenia. 17 maja 1922 roku odznaczono go orderem wojskowym „Virtuti Militari" V klasy. W latach 1923– 1924 pełnił służbę w Oddziale I Sztabu Generalnego na stanowisku kierownika referatu, pozostając oficerem nadetatowym Okręgowego Zakładu Uzbrojenia Nr I. 31 marca 1924 roku został awansowany na podpułkownika ze starszeństwem z dniem 1 lipca 1923 roku i 1. lokatą w korpusie oficerów uzbrojenia.  Później został przeniesiony z korpusu oficerów uzbrojenia do korpusu oficerów artylerii. W 1925 roku został przeniesiony do 1 pułku artylerii polowej Legionów w Wilnie. 23 maja 1927 roku został wyznaczony na stanowisko zastępcy dowódcy tego pułku. W lipcu 1928 roku otrzymał przeniesienie do 29 pułku artylerii lekkiej w Grodnie na stanowisko dowódcy pułku. 24 grudnia 1929 roku awansował do stopnia pułkownika ze starszeństwem z dniem 1 stycznia 1930 roku i 3. lokatą w korpusie oficerów artylerii. We wrześniu 1930 roku został przeniesiony do Centrum Wyszkolenia Artylerii w Toruniu na stanowisko komendanta Szkoły Podchorążych Artylerii. W 1936 został przeniesiony w stan nieczynny, a w grudniu 1938 w stan spoczynku. 

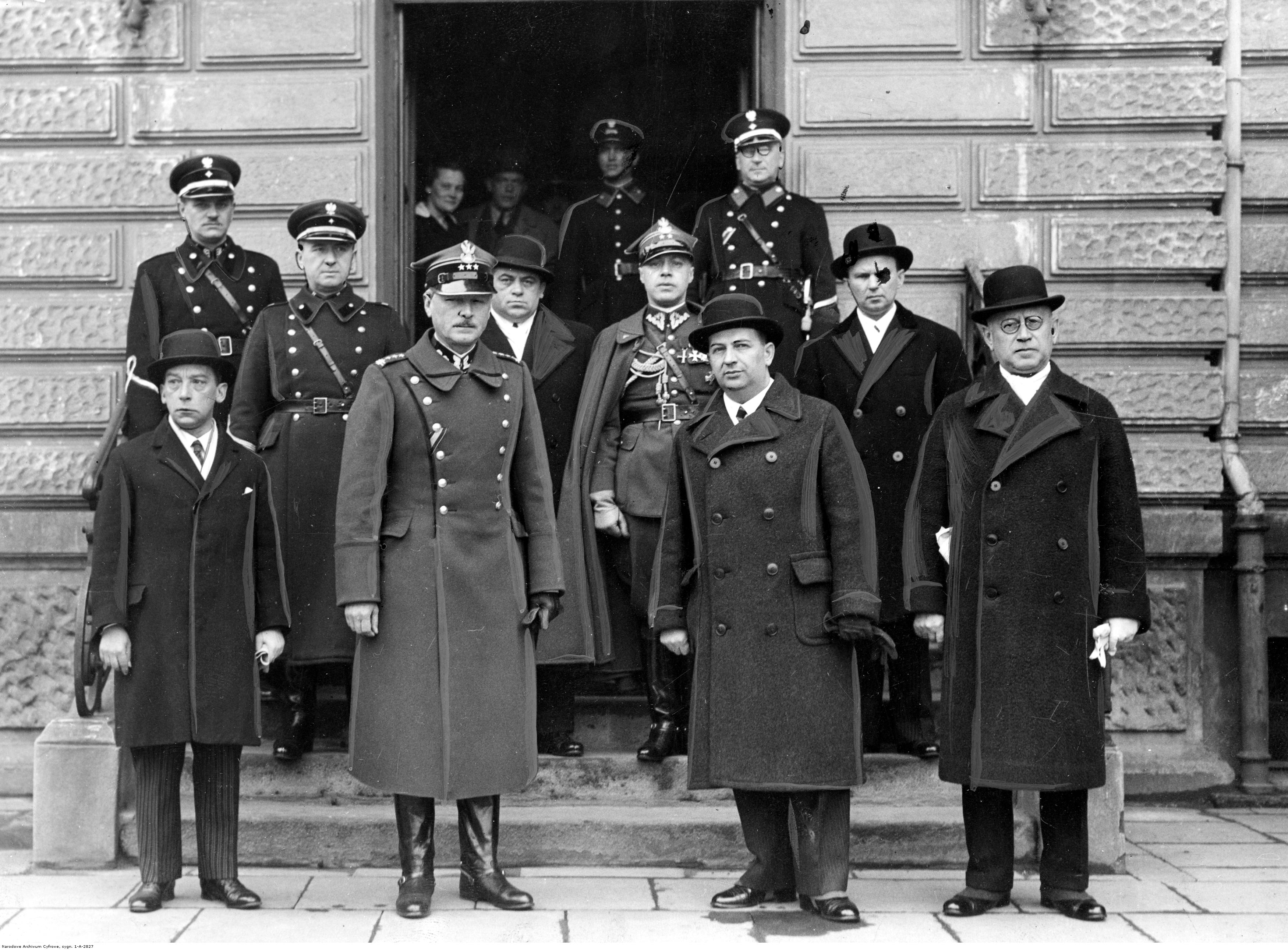
Powitanie nowego wojewody krakowskiego płk Michała Gnoińskiego na dworcu kolejowym w Krakowie

22 kwietnia 1936 przyjechał z Warszawy do Krakowa i rozpoczął urzędowanie na stanowisku wojewody krakowskiego. Od września 1937 do listopada 1938 był naczelnym dyrektorem Funduszu Pracy.
Był członkiem Obozu Zjednoczenia Narodowego. W 1938 roku został senatorem V kadencji (1938–1939) powołanym przez Prezydenta RP, pracował w komisjach: administracyjno-samorządowej (w której był zastępcą przewodniczącego), budżetowej i wojskowej.
Po wybuchu II wojny światowej, w czasie kampanii wrześniowe został mianowany przez dowódcę Samodzielnej Grupy Operacyjnej „Polesie” komisarzem cywilnym na powiat włodawski. Został aresztowany przez Niemców na przełomie października i listopada 1939 roku i przewieziony do więzienia przy ul. Montelupich w Krakowie, potem był więziony w Radomiu i Wiśniczu. Po zwolnieniu z więzienia w czerwcu 1940 wrócił do Warszawy.
Ponownie został aresztowany 10 listopada 1942 roku, osadzony na Pawiaku, następnie od 17 stycznia 1943 roku w obozie koncentracyjnym na Majdanku, prawdopodobnie od 9 kwietnia 1944 roku w obozie Auschwitz-Birkenau, od października w KL Gross-Rosen (filia Deutsch Lissa w Leśnicy) i od 10 lutego 1945 roku w KL Buchenwald (w tym od 22 marca w Komando Ohrdurf).
Po wojnie zamieszkał we Francji, pod koniec życia wrócił do Warszawy. Zmarł 16 listopada 1965 roku w Warszawie. Został pochowany na cmentarzu Powązkowskim w Warszawie (kwatera 183-5-11,12).
Pułkownik Gnoiński ożenił się w 1940 roku z Aliną Budzińską. Nie mieli dzieci.

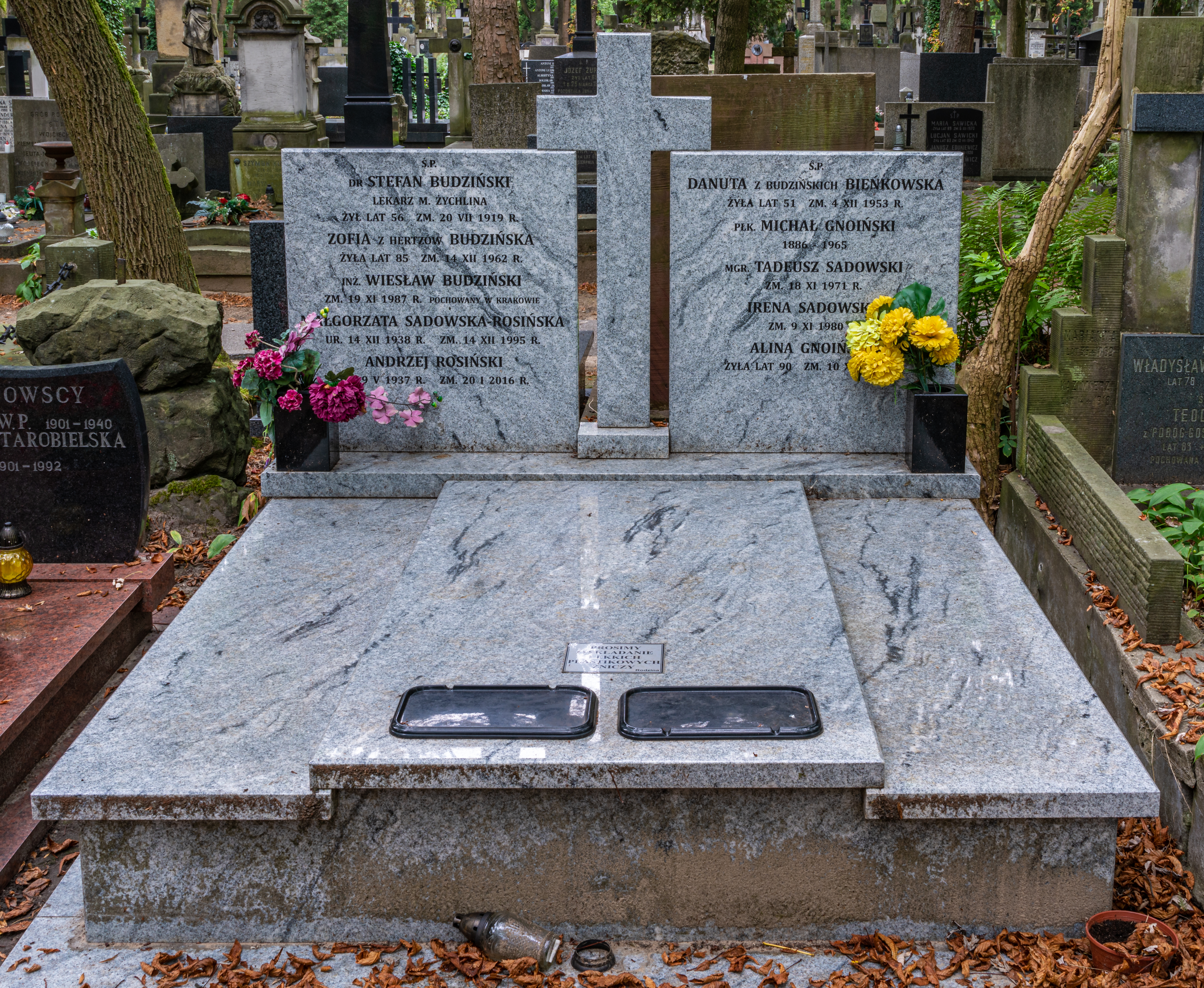
Grób Michała Gnoińskiego na cmentarzu Powązkowskim

## Ordery i odznaczenia
- Krzyż Srebrny Orderu Wojskowego Virtuti Militari nr 7509 (17 maja 1922)[19][4]
- Krzyż Niepodległości (6 czerwca 1931)[20][21]
- Krzyż Oficerski Orderu Odrodzenia Polski (10 listopada 1933)[22]
- Krzyż Walecznych (1922)
- Złoty Krzyż Zasługi (10 listopada 1928)[23]
- Medal Pamiątkowy za Wojnę 1918–1921
- Medal Dziesięciolecia Odzyskanej Niepodległości